# Woman (Paul-McCartney-Komposition)
Woman (englisch für: Frau) ist ein Lied des britischen Duos Peter & Gordon, das 1966 als Single-A-Seite veröffentlicht wurde. Komponiert wurde es von Paul McCartney und unter der Autorenangabe Bernard Webb oder A. Smith veröffentlicht. Es ist nicht identisch mit dem Lied Woman von John Lennon.

## Hintergrund
Woman wurde von Paul McCartney geschrieben, der zuvor die Lieder A World Without Love, Nobody I Know und I Don’t Want To See You Again für das britische Duo komponiert hatte.
Im Gegensatz zu den drei aufgeführten Single-A-Seiten wurde Woman nicht als Lennon/McCartney-Komposition ausgewiesen. McCartney entschied sich dafür, es unter einem Pseudonym – Bernard Webb, in den USA teilweise auch unter A. Smith – veröffentlichen zu lassen, um zu sehen, ob das Lied unabhängig von der Beatles-Verbindung eine Hitsingle werden könnte. Der fiktive Webb war angeblich ein in Paris lebender Student, der die Öffentlichkeit mied.
McCartneys Vorhaben blieb nicht lange unentdeckt. Woman wurde von Northern Songs, dem Musikverlag der Beatles, veröffentlicht, und der Stil des Liedes ließ einigen Zuhörern wenig Zweifel an seiner kompositorischen Herkunft aufkommen. Woman wurde dann als McCartney-Komposition angekündigt, als Peter & Gordon im April 1966 in der US-Fernsehsendung Hullabaloo auftraten, weiterhin äußerte sich McCartney in Interviews und Pressekonferenzen über das Lied.
Paul McCartney sagte im August 1966 dazu: „Die Leute kommen auf sie [Peter & Gordon] zu und sagen: ‚Ah, wir sehen, dass du gerade auf den Lennon-McCartney-Zug aufspringst.‘ Deshalb haben sie das ohne unsere Namen gemacht, Woman, weil jeder irgendwie denkt, dass das der Grund ist, warum sie Hits bekommen. Das ist wirklich nicht wahr.“
Gordon Waller sagte über das Lied: „Du kannst es ohne Musik singen, du kannst es mit einer Gitarre singen, du kannst es mit einer Band singen, oder du kannst es mit einem Orchester singen. Ich denke, es umfasst viele unserer anderen Songs aus dieser Zeit, die im Grunde alle Liebeslieder waren.“
Am 10. Januar 1966 wurde die Single Woman mit der B-Seite Wrong from the Start in den USA veröffentlicht. In Großbritannien erfolgte die Veröffentlichung am 11. Februar 1966. Die B-Seite wurde von Peter & Gordon komponiert. Produzent der A-Seite war Bob Peiper, die B-Seite wurde von Geoff Love produziert.
Woman stand an der Spitze der kanadischen Singles-Charts und erreichte Platz 14 in den US Billboard Hot 100 sowie Platz 28 in den britischen Singles-Charts.
Die Beatles – ohne George Harrison – spielten am 14. Januar 1969 während der Get-Back/Let-It-Be-Sessions drei Versionen von Woman, eine Version ist auch im zweiten Teil der dreiteiligen 2021er Dokumentation The Beatles: Get Back zu sehen.

## Coverversionen
- The Beau Brummels – Beau Brummels 66 [3]
- The Beatnix – It’s Four You [4]
- Noel Harrison – Collage [5]